# Туркменистан на Светском првенству у атлетици на отвореном 2011.
Туркменистан је учествовао на 13. Светском првенству у атлетици на отвореном 2011. одржаном у Тегуу од 27. августа до 4. септембра. Репрезентацију Туркменистана представљало је двоје такмичара (1 мушкарац и 1 жена) који су се такмичили у две дисциплине (1 мушка и 1 женска). , 
На овом првенству Туркменистан није освојио ниједну медаљу. Оборен је само један лични рекорд.

## Учесници
| Мушкарци: - Аманмурад Хомадов — Бацање кладива | Жене: - Мајса Реџепова — 100 м |  |

## Резултати

### Мушкарци
| Атлетичар         | Дисциплина     | Лични рекорд | Квалификације | Квалификације | Финале               | Финале  | Детаљи |
| Атлетичар         | Дисциплина     | Лични рекорд | Резултат      | Место         | Резултат             | Место   | Детаљи |
| ----------------- | -------------- | ------------ | ------------- | ------------- | -------------------- | ------- | ------ |
| Аманмурад Хомадов | бацање кладива | 69,15        | 62,97         | 17. у гр. Б   | Није се квалификовао | 35 / 35 |        |

### Жене
| Атлетичарка    | Дисциплина | Лични рекорд | Квалификације | Квалификације | Група                 | Група                 | Полуфинале            | Полуфинале            | Финале                | Финале       | Детаљи |
| Атлетичарка    | Дисциплина | Лични рекорд | Резултат      | Место         | Резултат              | Место                 | Резултат              | Место                 | Резултат              | Место        | Детаљи |
| -------------- | ---------- | ------------ | ------------- | ------------- | --------------------- | --------------------- | --------------------- | --------------------- | --------------------- | ------------ | ------ |
| Мајса Реџепова | 100 м      |              | 13,43 ЛР      | 6 у гр. 2     | Није се квалификовала | Није се квалификовала | Није се квалификовала | Није се квалификовала | Није се квалификовала | 66 / 71 (73) |        |